# Isaac Cantón
Cantón  Serrano est un nom espagnol. Le premier nom de famille, en général paternel, est Cantón ; le second, en général maternel, souvent omis, est Serrano.
Isaac Cantón Serrano est un coureur cycliste espagnol, né le 13 juin 1996 à Argamasilla de Alba.

## Biographie
En 2016, Isaac Cantón se distingue avec le club basque Infisport-ArabaEus en obtenant diverses places d'honneur chez les amateurs. Aux championnats d'Espagne espoirs, il se classe cinquième du contre-la-montre et quatrième de la course en ligne. 
En 2017, il rejoint l'équipe de la Fondation Contador. Le 24 juin, il crée la surprise en devenant champion d'Espagne sur route espoirs,. Il l'emporte en solitaire avec quatre secondes d'avance sur ses poursuivants, obtenant à cette ocassion sa première victoire depuis son passage dans les rangs espoirs, son dernier succès remontant à 2013 chez les juniors.
Lors de la quatrième étape du Tour d'Andalousie 2021, il est le dernier membre de l'échappée repris par le peloton, à un peu moins de trois kilomètres de l'arrivée.

## Palmarès
- 2016
  - 2e du Mémorial Sabin Foruria
- 2017
  -  Champion d'Espagne sur route espoirs
  - 2e du San Isidro Sari Nagusia

## Classements mondiaux
| Année           | 2019 |
| --------------- | ---- |
| UCI Europe Tour | 997e |